# Kozie Pole
Kozie Pole – wieś w Polsce położona w województwie łódzkim, w powiecie radomszczańskim, w gminie Żytno.
W latach 1975–1998 miejscowość administracyjnie należała do województwa częstochowskiego.
Swoją nazwę wieś Kozie Pole odziedziczyło po dawnym Panu tych ziem o nazwisku Koza, który po prostu w tym miejscu miał swoje pole.